# Organización del Pueblo de África del Sudoeste
La Organización del Pueblo de África del Sudoeste (en inglés: South West Africa People's Organisation; en alemán: Südwestafrikanische Volksorganisation; en afrikáans: Suidwes-Afrikaanse Volks Organisasie), por lo general abreviado como SWAPO por sus siglas en inglés (en alemán y afrikáans se abrevia SWAVO), y a efectos electorales legales registrado oficialmente como el Partido SWAPO de Namibia (en inglés: SWAPO Party of Namibia) es un partido político namibio. Antiguamente un movimiento independentista, ha gobernado en forma ininterrumpida la República de Namibia desde su independencia en 1990.
En sus orígenes de carácter marxista-leninista, la SWAPO se transformó luego de su llegada al poder en una fuerza ideológicamente diversa, orientada en el espectro político a la centroizquierda. Durante un congreso partidario realizado en 2017, la SWAPO se definió formalmente como un partido socialdemócrata. Aunque multirracial, desde su fundación el grupo étnico ovambo mantiene una influencia dominante en el partido. En 2017, sin embargo, Hage Geingob, quien ya ejercía como presidente de la República desde 2014, se convirtió en el primer presidente del partido no perteneciente a esta etnia.

## Historia

### Origen y fundación
Después de la Primera Guerra Mundial, la Liga de las Naciones le dio al Reino Unido el África del Sudoeste, anteriormente una colonia alemana, como un mandato bajo la administración de Sudáfrica. Cuando el Partido Nacional ganó las elecciones generales sudafricanas de 1948 y posteriormente introdujo la legislación del apartheid, estas leyes se aplicaron también en el África del Sudoeste. Dicho territorio fue desde entonces considerado, de facto, como la quinta provincia de Sudáfrica, mientras que legalmente no lo era.
La Organización Popular de Ovambolandia, movimiento que representaba los intereses de la etnia ovambo, que constituía casi la mitad de la población total namibia, se reformó el 19 de abril de 1960 y fundó la Organización Popular de África del Sudoeste (SWAPO), para representar a toda la población del territorio bajo un mismo movimiento que buscara la independencia con el nombre de Namibia.

### Lucha por la independencia
A partir de 1962, la SWAPO se había convertido en la organización nacionalista dominante para el pueblo namibio. Cooptó otros grupos como la Unión Nacional Africana del Sudoeste (SWANU), y más tarde en 1976 la Organización Democrática Popular Africana de Namibia (NAPDO). La SWAPO utilizó tácticas de guerrilla para luchar contra la Fuerza de Defensa de Sudáfrica. El 26 de agosto de 1966, tuvo lugar el primer choque importante del conflicto, cuando una unidad de la Policía de Sudáfrica, apoyada por la Fuerza Aérea de Sudáfrica, intercambió fuego con las fuerzas de la SWAPO. Esta fecha generalmente se considera como el comienzo de lo que se conoció en Sudáfrica como la Guerra de la Frontera.
En 1972, la Asamblea General de las Naciones Unidas reconoció a la SWAPO como el 'único representante legítimo' del pueblo de Namibia, exigiendo la descolonización del territorio. El gobierno de Noruega comenzó a prestar ayuda directamente a la SWAPO en 1974.
El vecino país de Angola obtuvo su independencia el 11 de noviembre de 1975 después de una larga guerra contra Portugal. El izquierdista Movimiento Popular para la Liberación de Angola (MPLA), apoyado por Cuba y la Unión Soviética, llegó al poder. En marzo de 1976, el MPLA ofreció bases a la SWAPO en Angola para lanzar ataques contra el ejército sudafricano.

### Gobierno de Namibia
Cuando Namibia obtuvo su independencia en 1990, SWAPO se convirtió en el partido político dominante. Aunque la organización rechazó el término África del Sudoeste e insistió en reemplazarlo con Namibia, el nombre de la organización, derivado del antiguo nombre del territorio, estaba demasiado arraigado en el movimiento de independencia para ser cambiado. Sin embargo, el nombre completo original ya no se usa; siendo utilizado preferentemente el acrónimo. La SWAPO, y con ella gran parte del gobierno y la administración de Namibia, sigue estando dominada por el grupo étnico ovambo, a pesar de los declarados «esfuerzos considerables para contrarrestar esa percepción» por parte de las autoridades.
El presidente de la SWAPO, Sam Nujoma, fue elegido primer presidente de Namibia después de que la SWAPO ganara las elecciones inaugurales en 1989. Una década después, Nujoma cambió la constitución para poder postularse para un tercer mandato en 1999, ya que limita la presidencia a dos mandatos. El límite se mantuvo, pero la interpretación constitucional de que el primer mandato de Nujoma no contara como tal le permitió una tercera postulación. En 2004, el candidato presidencial de SWAPO fue Hifikepunye Pohamba, descrito como el sucesor elegido de Nujoma, resultó elegido, siendo reelegido en 2009. En las primeras cuatro elecciones presidenciales, el porcentaje del candidato oficialista osciló entre el 75 y el 76 % de los votos, reteniendo además tres cuartos del poder legislativo desde las elecciones de 1994 en adelante.
En las elecciones de 2014 obtuvo su mayor resultado histórico con la postulación de Hage Geingob, de etnia damara, primer candidato presidencial de la SWAPO no ovambo, que logró el 86,73 % de los votos en los comicios presidenciales. Sin embargo, en 2019, en medio de una fuerte recesión económica y un aumento de la pobreza, Geingob resultó reelegido con el porcentaje más bajo para el partido, con un 56,25 % de las preferencias. La SWAPO perdió además por primera vez su mayoría de dos tercios en el legislativo, obteniendo 63 de los 96 escaños electos.

## Ideología
La SWAPO fue fundada con el objetivo de lograr la independencia de Namibia y, por lo tanto, es parte del movimiento nacionalista africano. Antes de la independencia, tenía una tendencia socialista y marxista-leninista, un pensamiento que no se abandonó de inmediato cuando se logró la independencia en 1990 y la SWAPO se convirtió en el partido gobernante. Sin embargo, su gobierno implementó generalmente política orientadas al capitalismo. A mediados de noviembre de 2017, el partido celebró un congreso electoral en el que se definió a sí mismo como un partido socialdemócrata, y afirmó su compromiso de buscar un «socialismo con carácter namibio».
Varios comentaristas han caracterizado la política de la SWAPO de diferentes maneras. Gerhard Tötemeyer, él mismo un miembro del partido, considera su política posterior a la independencia como guiadas por una mezcla de ideales neoliberales y socialdemócratas. Henny Seibeb, un político opositor del Movimiento de los Pueblos sin Tierra (LPM), describe la ideología actual del partido como un nacionalismo liberal con rastros de "dogmatismo, autoritarismo y estatismo".

## Resultados electorales

### Elecciones presidenciales
|  | 76.34 % |

|  | 76.82 % |

|  | 76.45 % |

|  | 75.25 % |

|  | 86.73 % |

|  | 56.25 % |

|  | 58.07 % |

### Asamblea Nacional
|  | 57.33 % |

|  | 73.89 % |

|  | 76.15 % |

|  | 75.83 % |

|  | 74.29 % |

|  | 80.01 % |

|  | 65.45 % |

|  | 53.38 % |